# ジョー・サッチャー
ジョゼフ・アンドリュー・サッチャー（Joseph Andrew Thatcher, 1981年10月4日 - ）は、アメリカ合衆国インディアナ州ハワード郡コーコモー出身の元プロ野球選手（投手）。左投左打。

## 経歴

### 独立リーグ時代
2004年からフロンティアリーグのリバーシティ・ラスカルズでプレー。29試合に登板し、2勝3敗5セーブ・防御率2.98だった。
2005年は18試合に登板し、4勝2敗5セーブ・防御率1.27だった。

### ブルワーズ傘下時代
2005年7月19日にミルウォーキー・ブルワーズと契約。傘下のパイオニアリーグのルーキー級ヘレナ・ブルワーズで6試合に登板し、2勝0敗2セーブ・防御率3.52だった。8月にA+級ブレバード・カウンティ・マナティーズへ昇格。7試合に登板し、0勝0敗2セーブ・防御率0.00だった。
2006年はA級ウェストバージニア・パワーで26試合に登板し、1勝3敗10セーブ・防御率2.43だった。7月にA+級ブリバードカウンティへ昇格。16試合に登板し、3勝1敗2セーブ・防御率0.29だった。8月にAA級ハンツビル・スターズへ昇格。4試合に登板し、1勝0敗・防御率1.69だった。
2007年はAA級ハンツビルで14試合に登板し、1勝0敗・防御率0.55だった。5月にAAA級ナッシュビル・サウンズへ昇格。24試合に登板し、2勝1敗1セーブ・防御率2.08だった。

### パドレス時代
2007年7月25日にスコット・ラインブリンクとのトレードで、スティーブ・ガリソン、ウィル・インマンと共にサンディエゴ・パドレスへ移籍した。7月26日のヒューストン・アストロズ戦でメジャーデビュー。6点ビハインドの7回裏から登板し、1回を無安打無失点1奪三振に抑えた。この年は22試合に登板し、2勝2敗、防御率1.29だった。
2008年3月3日にパドレスと1年契約に合意し、開幕ロースター入りを果たした。この年は25試合に登板し、0勝4敗・防御率8.42だった。
2009年2月27日にパドレスと1年契約に合意。3月23日にAAA級ポートランド・ビーバーズへ異動した。5月15日にメジャーへ昇格した。この年は52試合に登板し、1勝0敗・防御率2.80だった。
2010年は65試合に登板し、1勝0敗・防御率1.29だった。
2011年2月27日にパドレスと1年契約に合意。3月29日に左肩の故障で15日間の故障者リスト入りした。5月4日に60日間の故障者リストへ異動。8月5日に復帰した。この年は肩の故障で18試合の登板にとどまり、防御率4.50だった。
2012年1月17日にパドレスと1年契約に合意。開幕ロースター入りした。7月29日に右膝を負傷し、7月30日に15日間の故障者リスト入りした。9月1日に復帰。この年は55試合に登板し、1勝4敗1セーブ・防御率3.41だった。
2013年1月18日にパドレスと1年契約に合意。開幕ロースター入りした。50試合に登板し、3勝1敗・防御率2.10だった。

### ダイヤモンドバックス時代
2013年7月31日にイアン・ケネディとのトレードで、マット・スタイツと共にアリゾナ・ダイヤモンドバックスへ移籍した。ダイヤモンドバックスでは22試合に登板し、0勝1敗・防御率6.75だった。
2014年1月17日にダイヤモンドバックスと237万5000ドルの1年契約に合意。開幕ロースター入りした。開幕後は37試合に登板し、1勝0敗・防御率2.63だった。

### エンゼルス時代
2014年7月5日にジョーイ・クレビール、ザック・ボーンステインとのトレードで、トニー・カンパーナと共にロサンゼルス・エンゼルス・オブ・アナハイムへ移籍した。移籍してからは16試合に投げたが、防御率8.53・WHIP2.21と大炎上してシーズンを終えた。2球団合計の成績は、53試合のリリーフ登板で2勝1敗・防御率3.86という内容であり、2012年から3年連続で50試合以上に投げたことになった。オフにFAとなった。

### アストロズ時代
2015年1月17日にアストロズとマイナー契約を結び、4月1日にメジャー契約を結んで開幕25人枠入りする。7月21日にDFAとなり、28日に自由契約となった。8月9日にマイナー契約でアストロズと再契約し、9月1日にメジャー契約となり40人枠入り。この年は43試合に投げ、通算400試合登板を達成した。1勝3敗と負け越したものの、防御率は3.18であり、投球イニングを超える三振を奪って奪三振率は10.3など、まずまず安定したピッチングを見せた。オフの11月2日にFAとなった。

### ドジャース傘下時代
2015年12月21日にクリーブランド・インディアンスとマイナー契約を結び、2016年のスプリングトレーニングに招待選手として参加することになったが、2016年3月26日に自由契約となった。
2016年4月21日にロサンゼルス・ドジャースとマイナー契約を結び、傘下のAAA級オクラホマシティ・ドジャースへ配属された。6月3日に自ら選んで契約を途中で放棄する「オプトアウト」を行使した。

### インディアンス傘下時代
2016年6月23日にインディアンスとマイナー契約を結び、25日に傘下のAAA級コロンバス・クリッパーズへ配属された。8月13日に自由契約となった。

### カブス傘下時代
2016年8月17日にシカゴ・カブスとマイナー契約を結び、傘下のAAA級アイオワ・カブスへ配属された。シーズン終了後に引退を表明した。

## 詳細情報

### 年度別投手成績
| 年 度     | 球 団     | 登 板 | 先 発 | 完 投 | 完 封 | 無 四 球 | 勝 利 | 敗 戦 | セ 丨 ブ | ホ 丨 ル ド | 勝 率 | 打 者 | 投 球 回 | 被 安 打 | 被 本 塁 打 | 与 四 球 | 敬 遠 | 与 死 球 | 奪 三 振 | 暴 投 | ボ 丨 ク | 失 点 | 自 責 点 | 防 御 率 | W H I P |
| --------- | --------- | ----- | ----- | ----- | ----- | -------- | ----- | ----- | -------- | ----------- | ----- | ----- | -------- | -------- | ----------- | -------- | ----- | -------- | -------- | ----- | -------- | ----- | -------- | -------- | ------- |
| 2007      | SD        | 22    | 0     | 0     | 0     | 0        | 2     | 2     | 0        | 2           | .500  | 85    | 21.0     | 13       | 1           | 6        | 2     | 1        | 16       | 0     | 0        | 6     | 3        | 1.29     | 0.91    |
| 2008      | SD        | 25    | 0     | 0     | 0     | 0        | 0     | 4     | 0        | 5           | .000  | 128   | 25.2     | 42       | 4           | 13       | 2     | 0        | 17       | 0     | 0        | 25    | 24       | 8.42     | 2.14    |
| 2009      | SD        | 52    | 0     | 0     | 0     | 0        | 1     | 0     | 0        | 9           | 1.000 | 188   | 45.0     | 37       | 2           | 18       | 7     | 4        | 55       | 2     | 1        | 14    | 14       | 2.80     | 1.22    |
| 2010      | SD        | 65    | 0     | 0     | 0     | 0        | 1     | 0     | 0        | 12          | 1.000 | 137   | 35.0     | 23       | 1           | 7        | 2     | 1        | 45       | 0     | 0        | 5     | 5        | 1.29     | 0.86    |
| 2011      | SD        | 18    | 0     | 0     | 0     | 0        | 0     | 0     | 0        | 2           | ---   | 44    | 10.0     | 8        | 1           | 7        | 1     | 0        | 9        | 0     | 0        | 5     | 5        | 4.50     | 1.50    |
| 2012      | SD        | 55    | 0     | 0     | 0     | 0        | 1     | 4     | 1        | 14          | .200  | 141   | 31.2     | 30       | 2           | 14       | 3     | 3        | 39       | 0     | 1        | 13    | 12       | 3.41     | 1.39    |
| 2013      | SD        | 50    | 0     | 0     | 0     | 0        | 3     | 1     | 0        | 11          | .750  | 121   | 30.0     | 28       | 3           | 4        | 0     | 1        | 29       | 2     | 0        | 7     | 7        | 2.10     | 1.07    |
| 2013      | ARI       | 22    | 0     | 0     | 0     | 0        | 0     | 1     | 0        | 4           | .000  | 43    | 9.1      | 12       | 1           | 6        | 0     | 0        | 7        | 1     | 0        | 7     | 7        | 6.75     | 1.93    |
| '13計     | ARI       | 72    | 0     | 0     | 0     | 0        | 3     | 2     | 0        | 15          | .600  | 164   | 39.1     | 40       | 4           | 10       | 0     | 1        | 36       | 3     | 0        | 14    | 14       | 3.20     | 1.27    |
| 2014      | ARI       | 37    | 0     | 0     | 0     | 0        | 1     | 0     | 0        | 4           | 1.000 | 100   | 24.0     | 23       | 3           | 3        | 1     | 2        | 25       | 1     | 0        | 10    | 7        | 2.63     | 1.08    |
| 2014      | LAA       | 16    | 0     | 0     | 0     | 0        | 1     | 1     | 0        | 2           | .500  | 35    | 6.1      | 13       | 0           | 1        | 0     | 2        | 2        | 0     | 0        | 6     | 6        | 8.53     | 2.21    |
| '14計     | LAA       | 53    | 0     | 0     | 0     | 0        | 2     | 1     | 0        | 6           | .667  | 135   | 30.1     | 36       | 3           | 4        | 1     | 4        | 27       | 1     | 0        | 16    | 13       | 3.86     | 1.32    |
| 2015      | HOU       | 43    | 0     | 0     | 0     | 0        | 1     | 3     | 0        | 6           | .250  | 100   | 22.2     | 23       | 1           | 12       | 0     | 0        | 26       | 0     | 0        | 8     | 8        | 3.18     | 1.54    |
| 通算：9年 | 通算：9年 | 405   | 0     | 0     | 0     | 0        | 11    | 16    | 1        | 71          | .407  | 1122  | 260.2    | 252      | 19          | 91       | 18    | 14       | 270      | 6     | 2        | 106   | 98       | 3.38     | 1.32    |

- 2015年度シーズン終了時

### 背番号
- 50 (2007年 - 2008年)
- 54 (2009年 - 2013年途中、2014年 - 2015年途中)
- 57 (2013年途中 - 同年終了)
- 56 (2015年途中 - 同年終了)